# 薬物

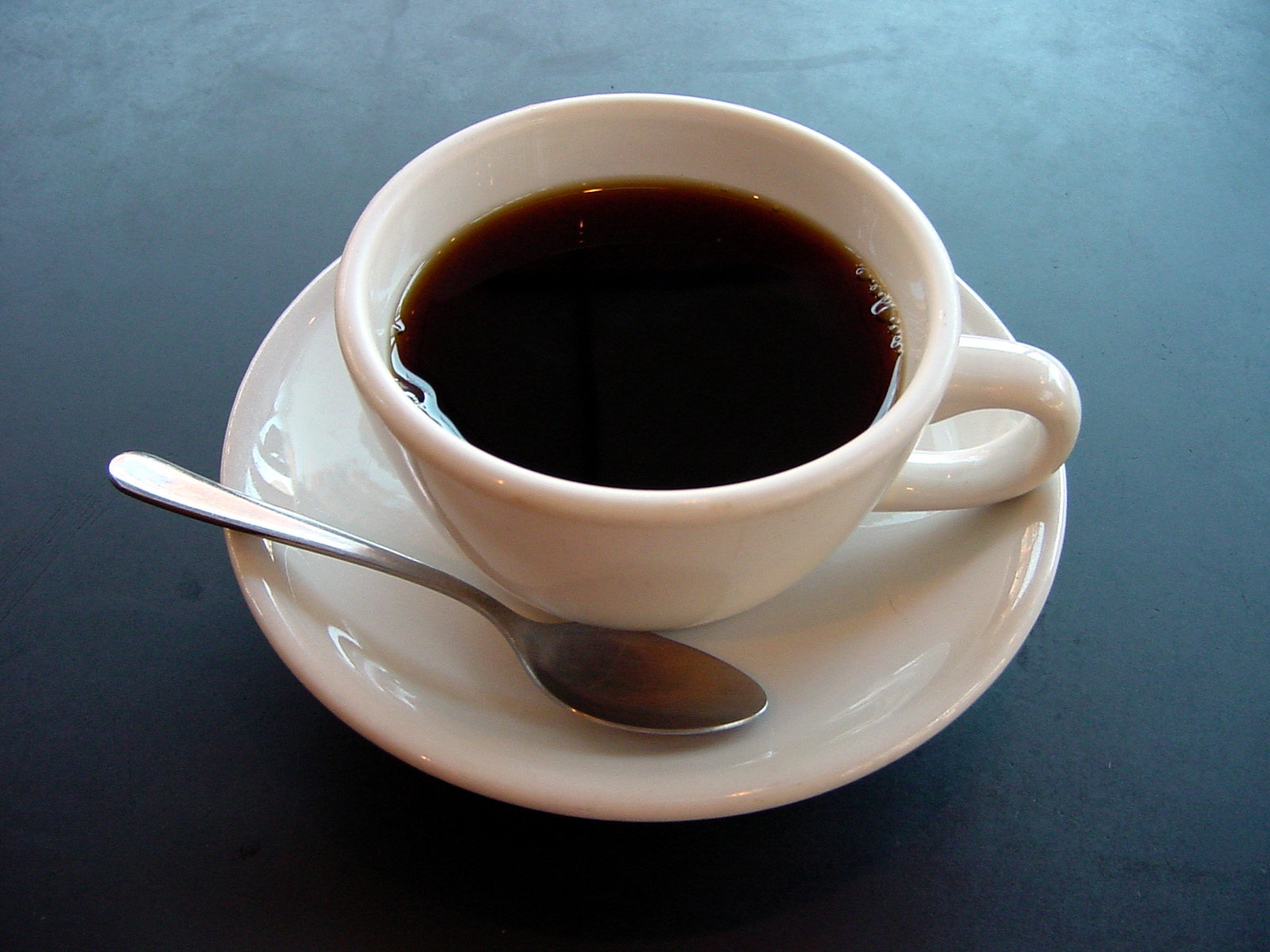
コーヒーやその他の飲料に含まれるカフェインは、世界で最も広く使われている向精神薬である。北米の成人の90%がこの物質を日常的に摂取している。

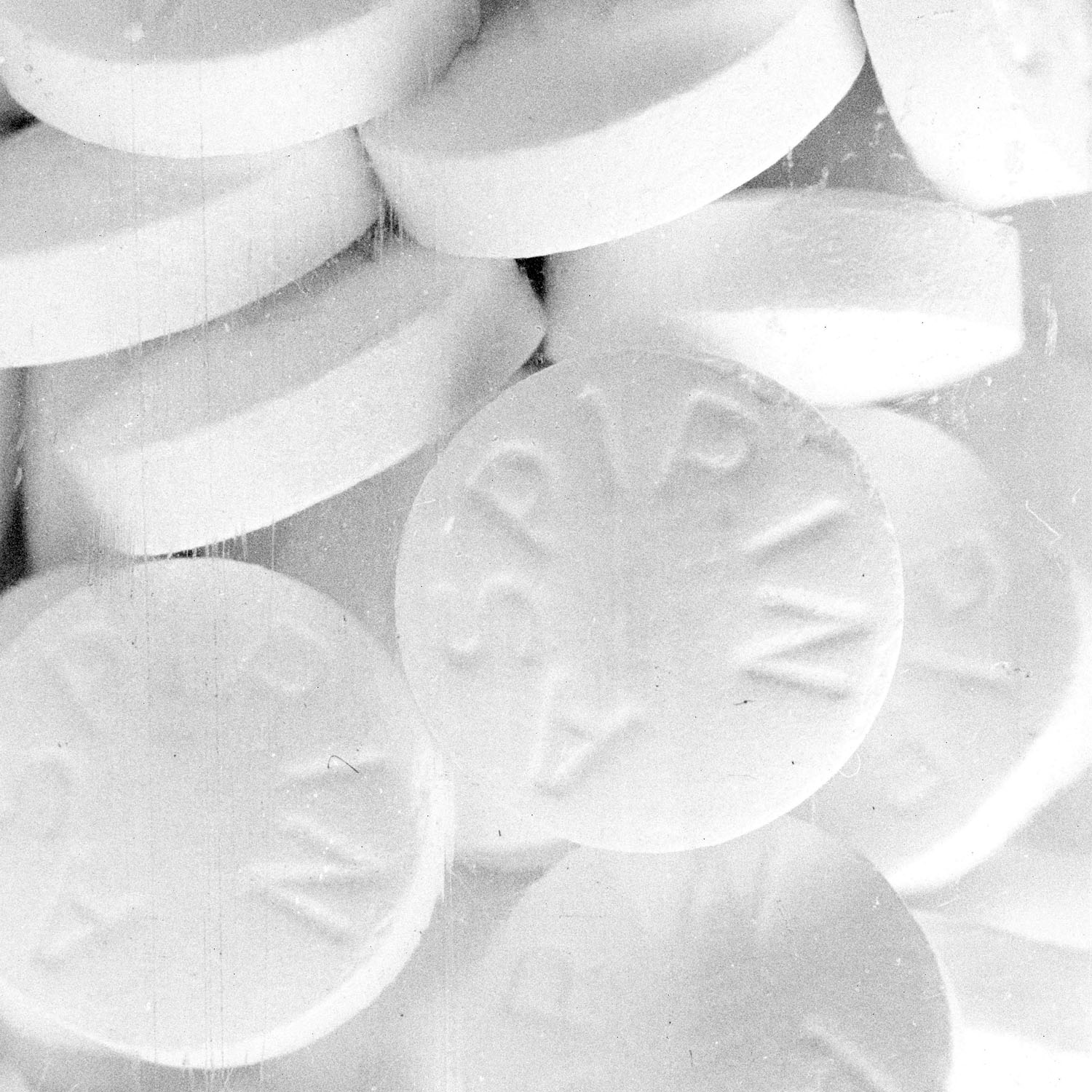
約90%のアセチルサリチル酸と、少量の不活性充填剤および結合剤から構成されるアスピリンの素錠(未コーティングの錠剤)。アスピリンは、痛み、発熱、炎症の治療によく用いられる医薬品である。

薬物（やくぶつ、英: drug）とは、生物が摂取することでその生理や心理に変化をもたらす物質のことである。一般に薬物は、食品や栄養サポートのための物質とは区別される。薬物の摂取方法（投与経路）には、吸入、注射、喫煙、皮膚に貼るパッチを介した吸収、座薬、または舌下で溶かすなどがある。
薬理学で「薬物」とは、生体に投与されると生物学的な効果をもたらす化学物質を指し、一般にその構造はわかっている。「医薬品」（medication）とは、「薬剤」または「薬」とも呼ばれ、薬物治療、治癒、予防、診断、あるいは健康の促進のために使用される化学物質である。伝統的に薬物は薬用植物から抽出し入手していたが、最近では有機合成によっても得られるようになった。医薬品は、限られた期間で使用する場合と、慢性疾患に対して定期的に使用する場合がある。
多くの医薬品は、薬物分類で分類される。それは、化学構造が類似しており、同じ作用機序（同じ生物学的標的への結合）を持ち、関連する作用機構（細胞レベルの機能・細胞学的な変化）を持ち、同じ疾患の治療に使用される関連医薬品のグループである。最も広く使用されている医薬品分類システムである解剖治療化学分類法（ATC）では、医薬品に固有の英数字からなるATCコードを割り当て、ATCシステム内の特定の薬物分類に割り当てている。もう一つの主要な分類システムは、生物薬剤学分類（BCS)である。これは、溶解性と浸透性または吸収性に基づいて薬剤を分類するものである。
向精神薬とは、中枢神経系の機能に影響を与え、知覚、気分、または意識を変化させる化学物質である。これらの薬物は、興奮剤、抑制剤、抗うつ薬、抗不安薬、抗精神病薬、幻覚剤のような異なるグループに分けられる。これらの向精神薬は、精神障害を含む幅広い医学的症状の治療に有用であることが世界中で証明されている。世界で最も広く使用されている薬物は、カフェイン、ニコチン、アルコールなどで、これらは薬用ではなく娯楽目的で使用されるため、レクリエーショナルドラッグ（娯楽用薬物）とも見なされている。すべての薬物には、潜在的な副作用がある。いくつかの向精神薬の乱用は、嗜癖（しへき、依存症）や身体的依存を引き起こす可能性がある。興奮剤の過用は、精神刺激薬精神病を引き起こす可能性がある。多くのレクリエーショナルドラッグは違法であり、それらの禁止を目的とした「麻薬に関する単一条約」などの国際条約が存在する。

## 語源
英語の「drug」という名詞は、古フランス語の「drogue」に由来し、おそらく「乾燥（樽）」を意味する中期オランダ語の「droge (vate)」から派生したと考えられ、乾燥物として樽に保存した薬用植物を意味する。

## 薬剤

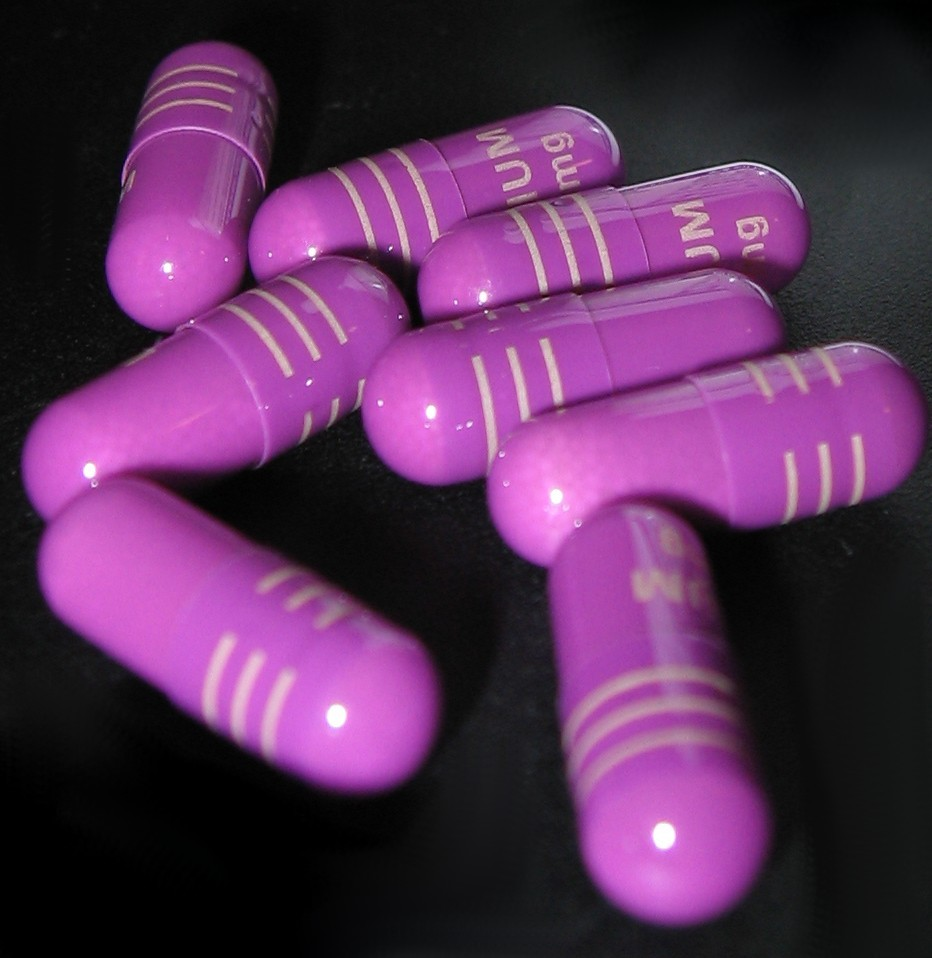
ネキシウム（エソメプラゾール）は、プロトンポンプ阻害剤で、胃酸の分泌を抑えるために使用される。

「薬剤」や「薬」とは、病気や医学的症状を治療したり改善したりするために服用する薬物のことである。また、将来的な効果が見込まれる予防医学としての使用もあるが、既存・既往の病気または症状を治療するものではない。薬剤の調合は、政府によって3つのカテゴリーに分けて規制されることが多く、薬局やスーパーで特別な制限なく購入できる「一般用医薬品」、医師の処方箋を必要とせずに薬剤師が調合する「要指導医薬品」、および資格のある医療従事者、通常は医師の処方箋が必要な「処方箋医薬品」に分けられる。
イギリスでは、市販の医薬品は薬局販売医薬品と呼ばれ、薬剤師または薬剤師の監督のもと、登録された薬局でのみ販売することができる。これらの薬剤は、ラベルに文字 P で示されている。
処方箋なしで入手できる薬の範囲は国によって異なる。医薬品は通常、製薬会社によって製造され、開発者に製造する独占的権利を与えるために特許を取得していることが多い。特許を取得していない（または特許の有効期間が切れている）ものは、特許権者からの制限やライセンスなしに他社が生産できるため、ジェネリック医薬品と呼ばれる。

## 精神的および宗教的な使用

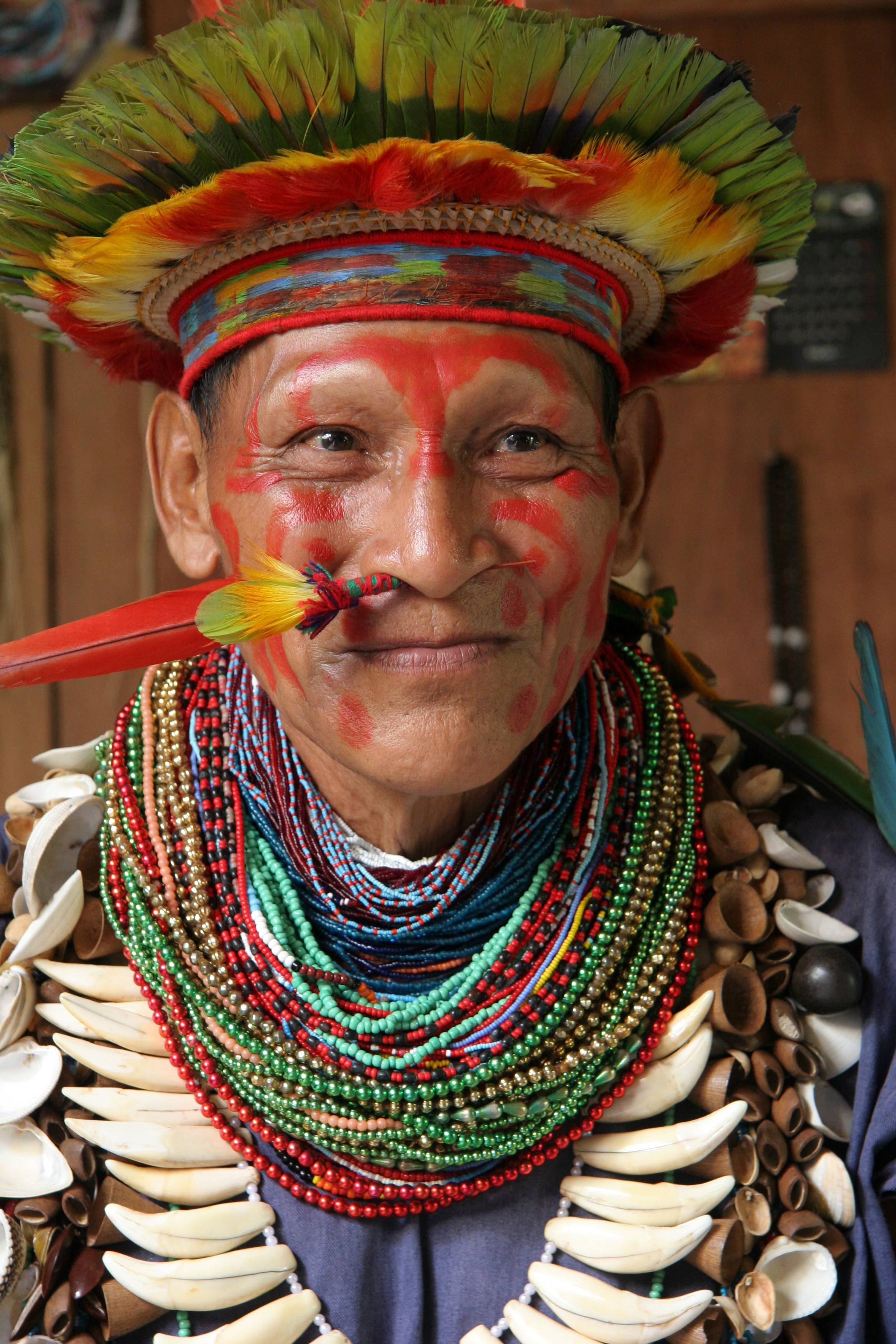
勇猛なアマゾンのシャーマン

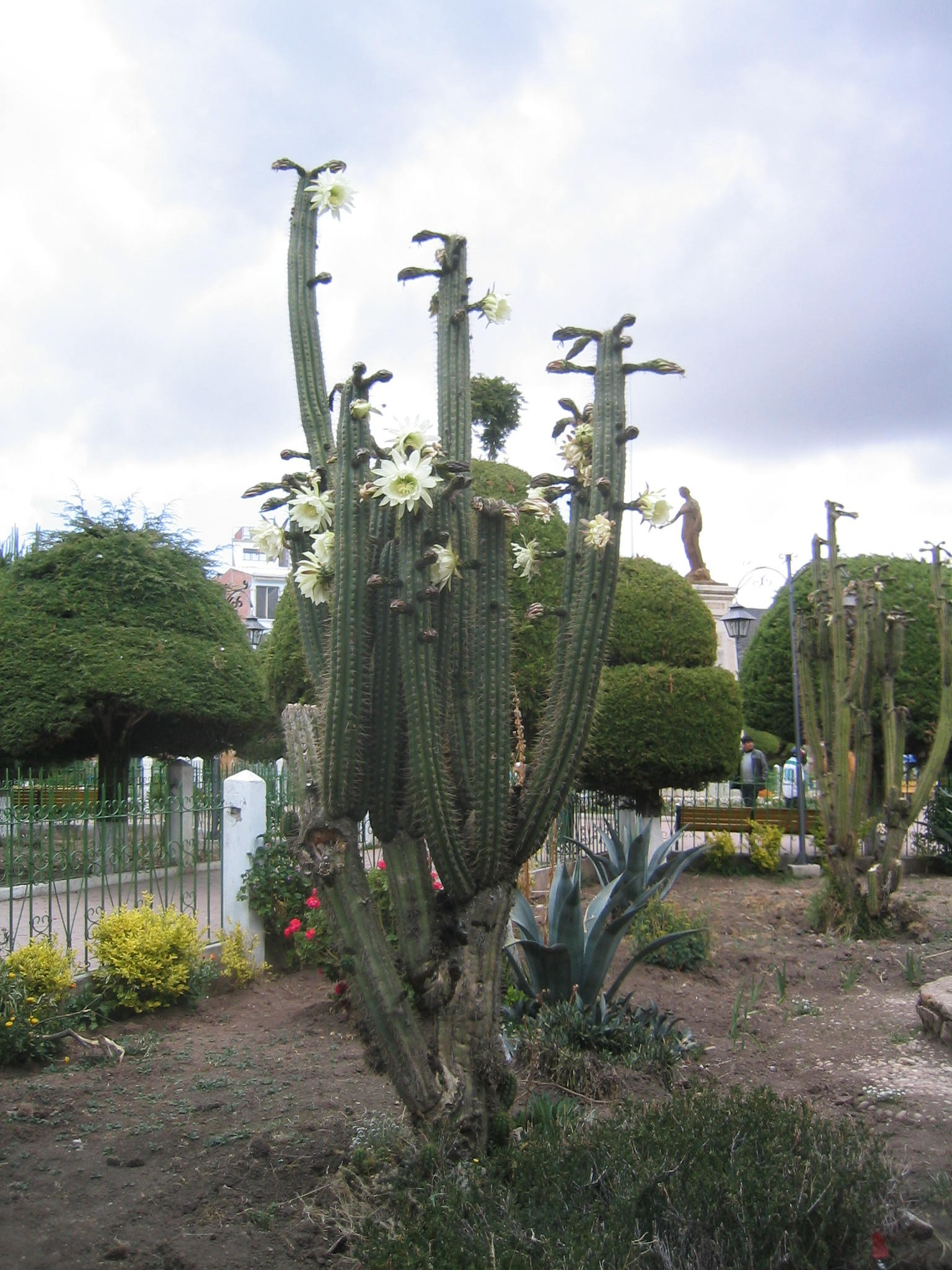
サン・ペドロは向精神作用のあるサボテン

一部の宗教、特に民族宗教の中には、エンセオジェン（entheogens）と呼ばれる薬物の使用に完全に基づいているものがあり、ほとんどは、サイケデリックス、解離性麻酔薬、せん妄発生薬などの幻覚剤である。エンセオジェンとして使用される薬物には、興奮剤、鎮静薬、多幸化薬、麻酔薬として作用するカヴァがある。カヴァ植物の根を使って作られた飲料は、太平洋の文化圏で飲まれている。
異文化の一部のシャーマンは、宗教的なエクスタシーを達成するために、「内なる神を生み出す」と定義されるエンセオジェンを使用している。アマゾンのシャーマンは、この目的のために幻覚剤であるアヤワスカ（yagé）を使用する。マサテコ族のシャーマンは、向精神作用の植物であるサルビア・ディビノラムを宗教的に用いる長い伝統を持っている。この植物はスピリチュアルヒーリング（霊的療法）の場で、幻視的な意識状態を促進するために使用される。
シレネ・カペンシスは、コサ族では神聖な植物とされており、エンセオジェンとして使用されている。その根は伝統的にシャーマンの導入プロセスにおいて、鮮明な（コサ族によれば予言的な）明晰夢を誘発するために使用されている。この植物は、よく知られているドリームハーブのカレア・テルニフォリアに似た、天然起源のオネイロゲンに分類される。
小さな棘のないサボテンのペヨーテは、幻覚性をもつメスカリンの主な原料であり、おそらくは5000年前からアメリカ先住民によって使用されてきた。現在、ほとんどのメスカリンは、不安定なペヨーテからではなく、特にサン・ペドロなど数種の柱サボテンから採取されている。
また、エンセオジェニックな大麻使用も何世紀にもわたって広く行われてきた。ラスタファリ運動では、宗教的儀式の聖餐としてマリファナ（ガンジャ）を使用する。
一般にマジックマッシュルームやシュルームと呼ばれる幻覚性マッシュルーム（シロシビンマッシュルーム）は、長い間エンセオジェンとして使用されている。

## スマートドラッグとデザイナードラッグ
向知性薬（こうちせいやく、nootropics）は、一般に「スマートドラッグ」（smart drugs）とも呼ばれ、人間の認知能力の向上を標榜している薬物である。向知性薬は、記憶、集中、思考、気分、および学習能力を改善するために使用される。学生の間で「勉強薬」として次第に使われるようになった向精神薬は、メチルフェニデート（商品名: リタリン）であり、注意欠陥・多動性障害（ADHD）やナルコレプシーの治療に使われている。高用量のメチルフェニデートは高い依存性を示す恐れがある。深刻な依存症は、精神病、不安障害、心臓病につながる可能性があり、この薬物の使用は、自殺や過量服用の増加に関係している。学生用途の外で使用するための証拠は限られるが、それが一般的であることを示唆している。メチルフェニデートの静脈内処置は、リタリン肺と呼ばれる肺気腫性障害を引き起こす可能性がある。
「デザイナードラッグ」（designer drugs）と呼ばれる別の薬剤が作られている。今日、デザイナードラッグと呼ばれるものの初期の例は、麦角から合成されたLSDである。他の例としては、身体能力を向上させるために服用される「デザイナーステロイド」（designer steroids）のような能力増強薬の類似物があり、この目的のために（合法か否かにかかわらず）プロのスポーツ選手によって使用されることがよくある。その他のデザイナーズドラッグは、向精神作薬の効果を模倣する。1990年代後半から、これらの合成薬の多くが同定されている。日本やイギリスでは、これにより多くのデザイナードラッグが、一時指定薬物として知られる新しい規制薬物のクラスに追加されるようになった。
合成カンナビノイドはより長期に渡って作られており、デザイナーズドラッグの脱法ハーブに使われている。

## レクリエーショナルドラッグの使用
レクリエーショナルドラッグ（recreational drug、娯楽用薬物）とは、前向きな感情や気持ちを生み出すために、中枢神経系を変化させることで意識状態を変化させることを主な目的とした薬物（合法、規制、または違法）である。幻覚剤のLSDは、レクリエーショナルドラッグとして一般的に使用されている向精神薬である。
一部の国内法では、さまざまなレクリエーショナルドラッグが禁止されており、また、娯楽目的で使用できる可能性のある医薬品は、しばしば厳しく規制されている。しかし、それらは多くの管轄域で合法であり、文化的にも広く受け入れられているレクリエーショナルドラッグは数多くある。大麻は、世界で最も多く消費されている規制対象のレクリエーショナルドラッグである（2012年現在）。多くの国でその使用は違法であるが、いくつかの国で通常は個人的な使用に限定するという条件で合法的に使用されている。大麻は、マリファナ（草の葉）の形でも、ハシシ（樹脂）の形でも使用できる。マリファナはハシシよりも穏やかな形の大麻である。

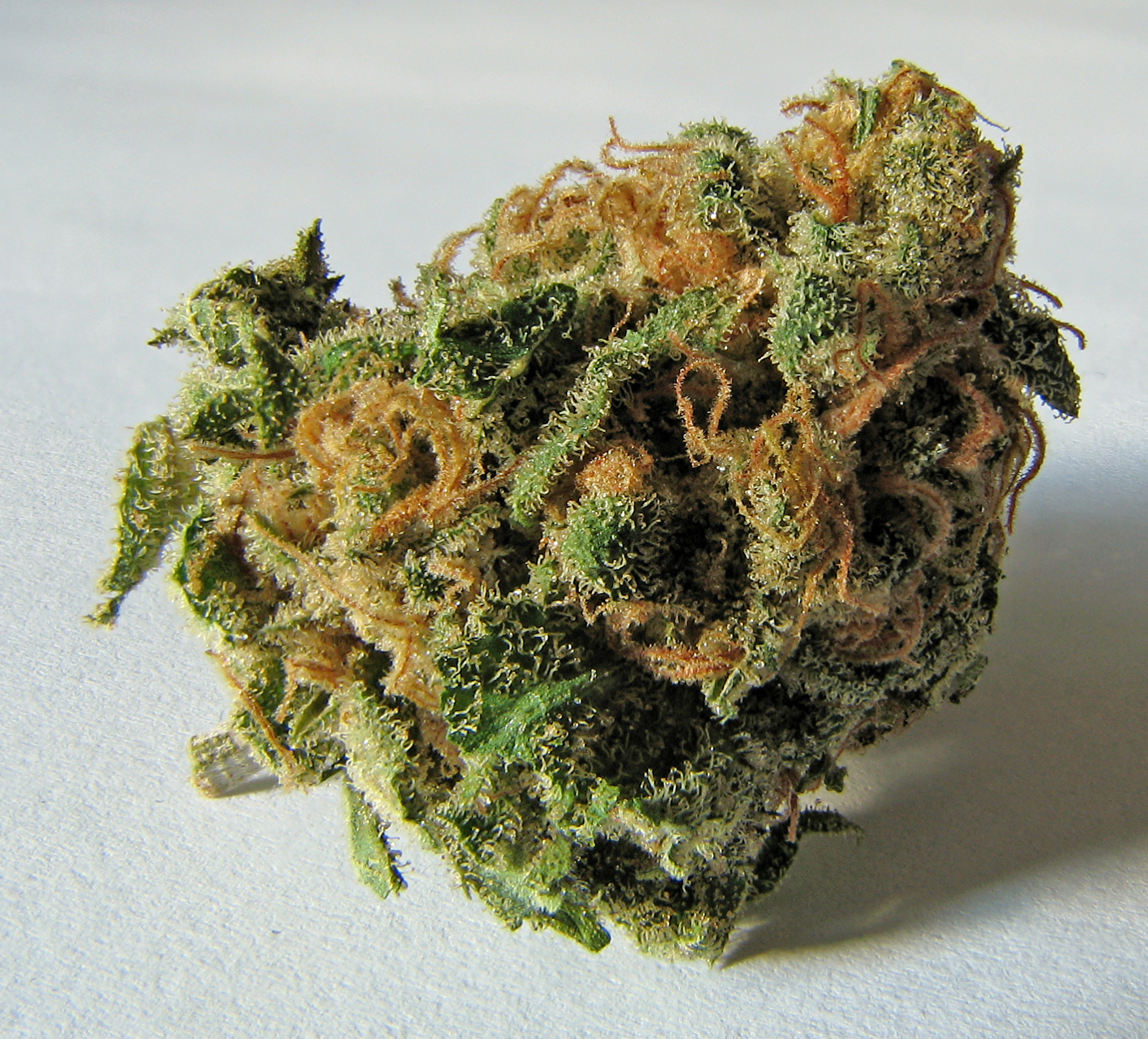
大麻は一般的に使用されるレクリエーショナルドラッグである。

合法的なレクリエーショナルドラッグの消費や購入には年齢制限がかけられる場合がある。多くの地域で合法的に受け入れられているレクリエーショナルドラッグには、酒類、タバコ、ビンロウジ、カフェイン製品などがあり、世界の一部の地域では、カートなどの薬物の合法的な使用が一般的である。
娯楽目的で使用される多くの合法的な中毒性物質には「リーガル・ハイ」あるいは「ゲートウェイ･ドラッグ」と呼ばれるものがある。これらの中でも最も広く使われているのがアルコールである。

## 薬物の投与
すべての薬剤は、いくつかの経路で投与することができ、多くの場合、複数の経路で投与することができる。
- ボーラス: 血液中の濃度を効果的なレベルに上げるために投与される、薬剤、薬物、その他の化合物の投与である。投与方法は、静脈内、非経口、静脈外、筋肉内、髄腔内、または皮下注射によって行うことができる。
- 吸入（英語版）（肺に吸い込む）: エアロゾル、吸入器、蒸気、乾燥粉末などの形で吸い込むこと（物質の薫煙や蒸気の吸引を含む）。
- 注射: 溶液、懸濁液または乳剤として、筋肉内、静脈内、腹腔内、骨内（英語版）のいずれかに注入。
- 吹送（英語版）: 鼻腔内に噴霧（英語版）または鼻で吸引する。
- 経口投与: 液体または固体として腸（英語版）から吸収される。
- 坐薬として直腸に投与し、直腸または結腸で吸収する。
- 舌下（英語版）: 舌下組織を介して血液中に拡散する。
- 局所的: 通常はクリームや軟膏として使用する。この方法で投与される薬物は、局所的または全身的に作用するように与えられることがある[38]。
- ペッサリー: 膣内に挿入し、主に膣内感染症の治療するために用いる。

## 薬物の規制
多くの国には、薬物の製造や使用を管理および監督し、さまざまな薬物法を施行する政府機関がある。1961年に採択された国際条約「麻薬に関する単一条約」では、医療研究や治療に用いられるものを除いて麻薬の使用を禁止している。1971年に、新しいレクリエーション用の向精神薬や幻覚剤を扱うために、第二の条約「向精神薬に関する条約」を導入する必要があった。
向精神作用の植物である「サルビア・ディビノルムの法的地位」は、多くの国で異なり、さらには米国内の州でも規制の程度が異なる。

### 米国
米国の連邦機関の食品医薬品局（FDA）では、食品の安全性、タバコ製品、栄養補助食品、処方薬および市販薬、ワクチン、バイオ医薬品、輸血、医療機器、電磁波放出機器、化粧品、動物用飼料、動物用医薬品の規制と監督を通じて公衆衛生の保護および促進する責任を負っている。

### インド
インドでは、インド政府内務省管轄の連邦法執行機関および情報機関である麻薬取締局（NCB）が、「麻薬および向精神薬法」の規定に基づき、麻薬密売の対策と違法薬物の国際的な使用支援を任務としている。

### 日本
日本国内における薬物規制に関する法律は、薬物四法（あへん法、大麻取締法、麻薬及び向精神薬取締法、覚醒剤取締法）、麻薬特例法、医薬品医療機器等法などがある。うち、薬物四法と国際条約との対応は次の通りである。
| 国際条約             | 規制物質                       | 規制物質                       | 日本法                         |
| -------------------- | ------------------------------ | ------------------------------ | ------------------------------ |
| 麻薬に関する単一条約 | あへん                         | あへん                         | あへん法                       |
| 麻薬に関する単一条約 | 大麻                           | 大麻                           | 大麻取締法                     |
| 麻薬に関する単一条約 | 麻薬                           | 麻薬                           | 麻薬及び向精神薬取締法         |
| 向精神薬に関する条約 | 向精神薬 付表I                 | （日本法の）麻薬               | 麻薬及び向精神薬取締法         |
| 向精神薬に関する条約 | 向精神薬 付表II                | 第1種向精神薬                  | 麻薬及び向精神薬取締法         |
| 向精神薬に関する条約 | 付表II一部の覚醒剤             | （日本法の）覚せい剤           | 覚醒剤取締法                   |
| 向精神薬に関する条約 | 向精神薬 付表III               | 第2種向精神薬                  | 麻薬及び向精神薬取締法         |
| 向精神薬に関する条約 | 向精神薬 付表IV                | 第3種向精神薬                  | 麻薬及び向精神薬取締法         |
| 対象外               | タバコ、アルコール、カフェイン | タバコ、アルコール、カフェイン | タバコ、アルコール、カフェイン |

日本では、タバコは二十歳未満ノ者ノ喫煙ノ禁止ニ関スル法律、アルコール飲料は二十歳未満ノ者ノ飲酒ノ禁止ニ関スル法律による規制がそれぞれ存在する。

## 参照項目
- 規制物質法 - 薬物の製造・濫用を規制する米国の法律
- 薬物検査（英語版）- 薬害を減らすための薬剤の含有量と純度の試験
- 医薬品開発 - 新しい医薬品を市場に投入する一連の過程
- 逆利益法（英語版）- 新薬の有効性と有害性の比率は、薬が販売された範囲と反比例するという経験則
- 生活改善薬 - 疾病の治療を目的としない医薬品
- 医療大麻 - 大麻を利用した生薬療法
- 非ステロイド性抗炎症薬 (NSAID)
- 生薬学 - 天然物由来の医薬品を扱う薬学の一分野
- 偽薬 - 薬として効く成分は入っていない偽物の薬
- 麻薬 - 麻薬性鎮痛薬のオピエートやオピオイド (さまざまな定義がある)
- ドーピング - スポーツ競技で成績を向上させるために薬物などを使用する行為
- プロドラッグ - 投与後に謝作用を受けて薬効を示す医薬品
- 米国の特殊医薬品（英語版）- 継続的な薬剤管理、温度管理、適合調査を必要とする医薬品
- 国連薬物犯罪事務所
- アントニオ・エスコタド: 薬物の規制を主張したスペインの哲学者（1941～2021）。

### 薬物の一覧
- 医薬品一覧
- 製薬会社一覧（英語版）
- 向精神性の植物一覧（英語版）
- スケジュールI医薬品一覧 (米国)（英語版）

## 推薦文献
- Richard J. Miller (2014). Drugged: the science and culture behind psychotropic drugs. Oxford University Press. ISBN 978-0-19-995797-2